# Catalán Talgo
El Catalán Talgo  o Catalán-Talgo  fue el nombre que recibió un tren de RENFE-Red Nacional de los Ferrocarriles Españoles tras ingresar al Pool Trans Europ Express que unía Barcelona (España) con Ginebra (Suiza) vía  Francia por la red de la SNCF gala entre 1969 y 2010. Tomó el testigo de otro tren llamado El Catalán que cubría una ruta similar pero que concluía en Portbou. En 1982 pasó a integrarse en la red InterCity primero y en la red EuroCity después (año 1987) hasta que dejó de circular el 18 de diciembre de 2010.
Para su creación fue clave el invento del sistema de rodadura desplazable de los trenes Talgo III que permitía pasar directamente del ancho de vía español al francés sin necesidad de transbordo. Inicialmente los 864 kilómetros se realizaban en algo más de nueve horas.

## Historia

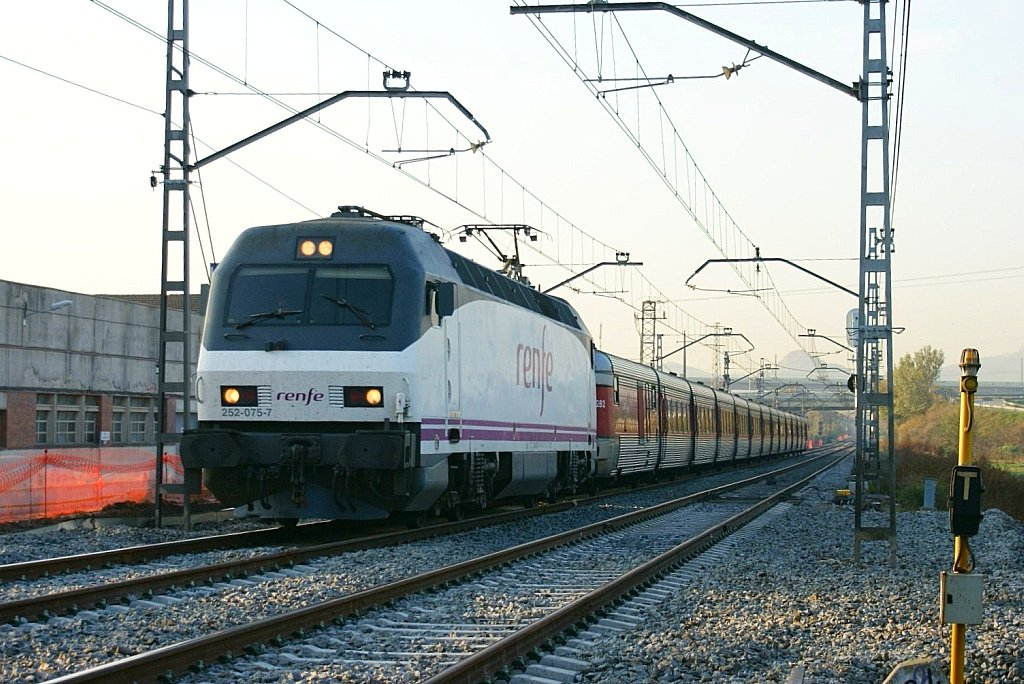
El Catalán Talgo con la rama 2B2 y traccionado por la locomotora eléctrica 252.075 de Renfe Operadora por la línea Barcelona-Cerbère justo antes de hacer entrada en la estación de Mollet-San Fausto.

El Catalán Talgo tuvo su antecedente más directo en otro tren creado en 1955, llamado simplemente El Catalán, que operaba la compañía estatal de ferrocarriles francesa SNCF y cubría la ruta Ginebra-Grenoble-Portbou, aunque RENFE garantizaba una conexión para poder viajar hasta Barcelona gracias a un tren TER. 
El gran problema de las conexiones entre España y el resto de los países del norte de Europa derivaba de la diferencia de ancho de vía, lo que obligaba a un transbordo fronterizo o a costosos y lentos procesos de cambios de eje. Este inconveniente encontró su solución cuando la compañía Talgo creó el emblemático Talgo III, más concretamente la versión RD (Rodadura Desplazable) que permitía -a través de un cambiador de ancho- circular tanto por líneas españolas de ancho ibérico como por líneas europeas de ancho internacional. El Catalán sin necesidad de transbordo pasó a usar dicho material rodante cambiando su denominación a Catalán Talgo. El nuevo servicio se estrenó el 1 de junio de 1969 y se integró en la selecta red Trans Europ Express que solo ofrecía plazas de primera clase.
El 23 de mayo de 1982, el Catalán Talgo abandonó la Trans Europ Express para integrarse en la red InterCity. El cambio rebajaba el nivel de exclusividad del servicio al incluirse plazas en segunda clase con suplemento. En 1987, pasó a circular bajo la denominación EC 70/71, incluyéndose de la red EuroCity.
El 25 de septiembre de 1994 sufrió una importante modificación, ya que su recorrido fue drásticamente reducido a la relación Montpellier-Barcelona. Un TGV se encargaba de tomar el relevo desde la ciudad francesa hasta Ginebra. Auún con el transbordo el tren de alta velocidad lograba reducir en 30 minutos de media la duración del viaje.
Finalmente, el 18 de diciembre de 2010 el tren dejó de prestar servicio. Fue también el último viaje de un Talgo III RD.

## Material rodante

### Locomotoras

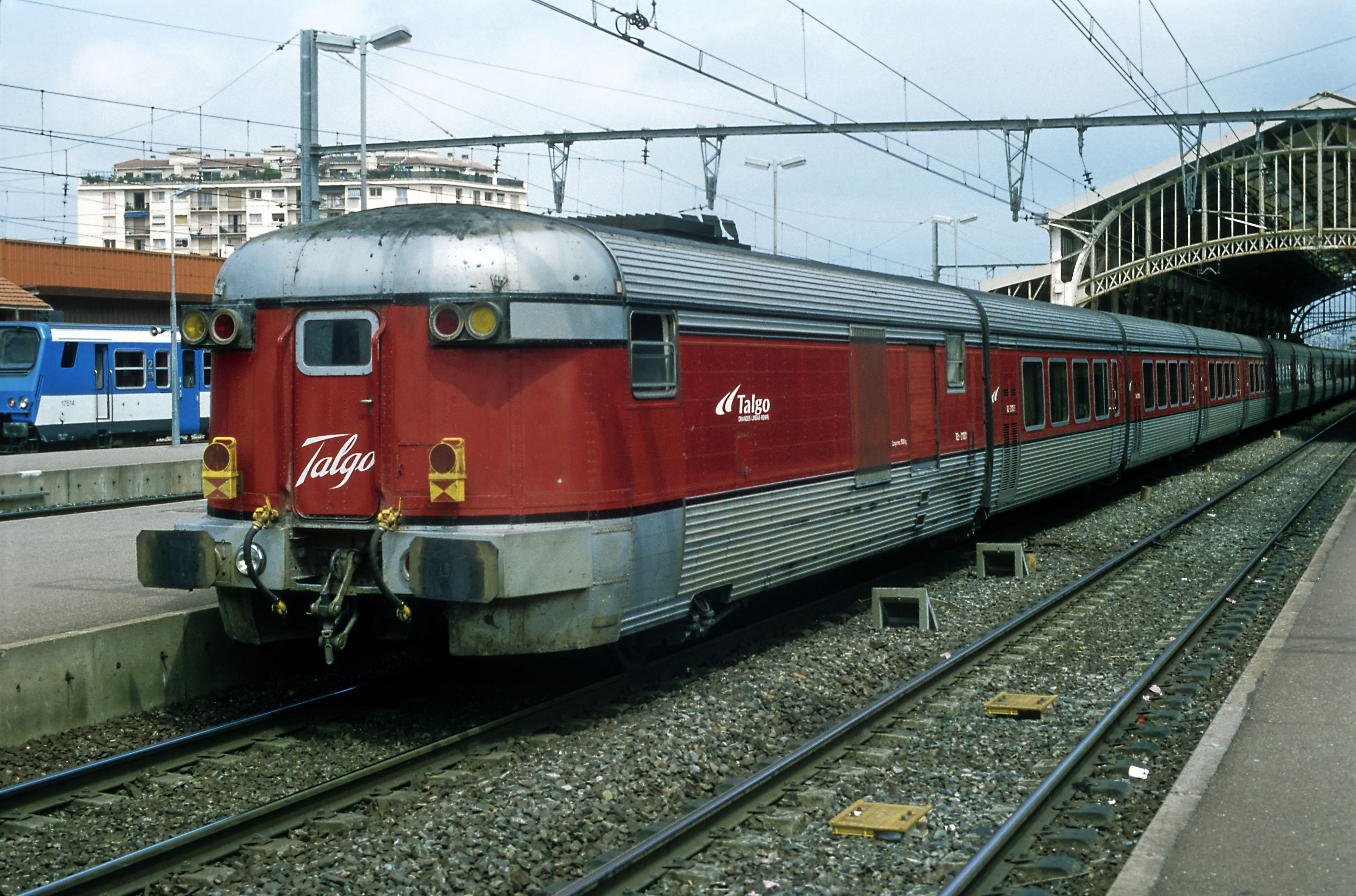
El Catalán Talgo detenido en la estación de Perpiñán en 2003

RENFE empezó usando máquinas de la serie 3000T/353 para remolcar el Catalán Talgo, tanto por vías francesas (3001T, 3002T y 3005T) como españolas (3003T y 3004T). Sin embargo, las primeras fueron sustituidas en 1970 por las locomotoras diésel BB 67400 de la SNCF, y las segundas en 1971 por 3 locomotoras de la serie 7600/276 (7630, 7662 y 7666) especialmente adaptadas para el remolque de trenes Talgo, que posteriormente fueron reemplazadas por las 269, y éstas a su vez por las 252.

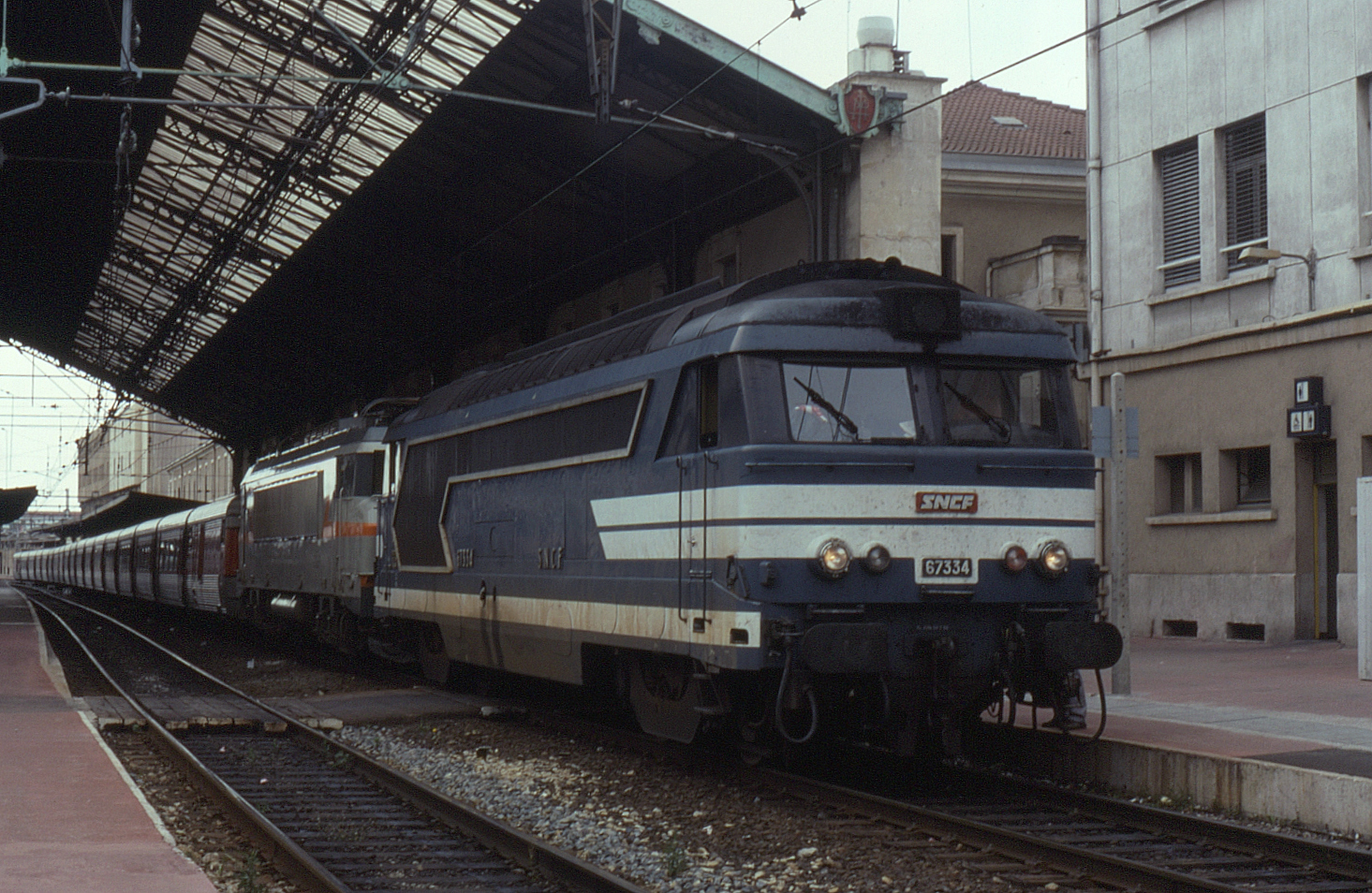
En la estación de Valence-Ville, la BB67334 se acopla en cabeza del Catalán Talgo remolcado por la BB7288 para el recorrido hasta Chambéry (5-7-93)

En 1975, el cambio de recorrido por Lyon en lugar de Grenoble permitió usar tractoras eléctricas (primero la serie BB 9300 y posteriormente BB 7200) entre Narbona y Ginebra, dejando a las diésel encargadas del tramo entre Portbou y Narbona hasta su electrificación en 1982. A partir de esa fecha, las BB 7200 se hicieron cargo del tren en la misma frontera española, si bien al volverse entonces al recorrido original por Grenoble (situación que duró hasta 1994), una diésel de la serie BB 67300 se encargaba de la tracción en el tramo no electrificado entre Valence y Chambéry, acoplada en cabeza de la eléctrica.

### Coches
El Catalán Talgo va indudablemente unido a los coches Talgo III RD de rodadura desplazable usados por RENFE. Inicialmente, los trenes mostraban la siguiente composición: dos furgones generadores situados en cada extremo, ocho coches con pasillo central, cuatro coches de apoyo que se habilitaban en función de la demanda, dos coches restaurantes y entre ambos un coche bar-cocina. En 1970 el número de coches habituales pasó de ocho a nueve y los facultativos se redujeron a dos. En 1971 estos dos últimos coches pasaron a formar parte de la composición habitual del tren. En 1975 se suprimió uno de los coches restaurantes y se sustituyó por otro con pasillo central. Por regla general el número de plazas ofertadas ha ido variando entre las 150 y 180.
En sus últimos años en servicio comercial entre Barcelona y Montpellier se constata la desaparición de todo coche restaurante (permanece el bar-cocina) quedando una composición con dos coches de primera clase, dos de segunda, un cafetería (bar-cocina) y otros siete remolques de segunda clase, más los dos furgones generadores de los extremos (fecha exacta a concretar).

## Horarios y recorrido
El tren se estrenó en 1969 bajo una doble nomenclatura, la suiza CG, GC (Cataluña-Ginebra y viceversa) y la española TEE 83, 84. Otras denominaciones clásicas fueron la de TEE 70/71 - TEE 72/73 y TEE 5073/5070.  
El recorrido inicial partiendo de Barcelona incluía las siguientes paradas: Barcelona – Gerona – Port Bou – Cerbère – Perpiñán – Narbonne – Béziers – Sète – Montpellier – Nimes – Aviñón – Valence – Romans Bourg de Péage – Grenoble – Challes les Eaux – Chambéry – Aix les Bains – Culoz – Bellegarde – Ginebra. Paradas como la de Romans Bourg de Péage y Sète fueron rápidamente retiradas, consolidando el siguiente cuadro horario: 
| GC (70/71) | País    | Estación      | km  | CG (72/73) |
| ---------- | ------- | ------------- | --- | ---------- |
| 10:40      | Suiza   | Ginebra       | 0   | 19:38      |
| 11:09      | Francia | Bellegarde    | 33  | 19:08      |
| 11:33      | Francia | Culoz         | 66  | 18:39      |
| 11:55      | Francia | Aix-les-Bains | 88  | 18:21      |
| 12:09      | Francia | Chambéry      | 102 | 18:08      |
| 12:52      | Francia | Grenoble      | 165 | 17:28      |
| 13:55      | Francia | Valence       | 262 | 16:21      |
| 15:03      | Francia | Aviñón        | 387 | 15:15      |
| 15:32      | Francia | Nimes         | 436 | 14:45      |
| 15:59      | Francia | Montpellier   | 486 | 14:15      |
| 16:42      | Francia | Béziers       | 557 | 13:33      |
| 17:00      | Francia | Narbona       | 583 | 13:16      |
| 18:01      | Francia | Cerbère       | 688 | 12:14      |
| 18:25      | España  | Portbou       | 690 | 11:49      |
| 20:39      | España  | Barcelona     | 864 | 9:45       |

En azul el recorrido del Catalán Talgo y en rojo el de TEE Ligure

En relación con el recorrido tradicional, las principales modificaciones se deben al paso o no por las ciudades francesas de Grenoble o Lyon. Así, entre 1969 y 1975 el tren circuló por Grenoble para dejar de hacerlo entre 1975 y 1982, donde lo hacía por Lyon y recuperar nuevamente la ruta anterior entre 1982 y 1994. 
Durante muchos años, los horarios del Talgo se coordinaron con otro TEE, el TEE Ligure que unía Milán con Marsella y que fue prolongado hasta Aviñón a efecto de permitir recorridos como el Barcelona-Milán.

## Preservación de una rama
Después de suprimirse el servicio Catalán Talgo, la rama 2B2 de Talgo III RD fue apartada con el fin de una futura preservación. La Asociación de Amigos del Ferrocarril de Badalona 5ª ZONA realizó pequeñas labores de mantenimiento y conservación mientras en la Fundación de los Ferrocarriles Españoles se decidía su futuro. La rama se restauró en el 2014 con un acuerdo de la empresa Patentes Talgo, el Museo del Ferrocarril de Cataluña y la Fundación de los Ferrocarriles Españoles. Desde entonces, realiza trenes turísticos por Cataluña:  
- 27/05/2014 - 3/10/2014 - Barcelona Estación de Francia - Tarragona (Tarraco Talgo - Servicio turístico que se realizó todos los sábados comprendidos entre las fechas citadas.)
- 11/10/2014 - Barcelona Estación de Francia - Portbou.(Organizado por la Asociación de Amigos del Ferrocarril de Badalona - 5ªZONA).
- 14/03/2015 - Barcelona Estación de Francia - Puigcerdá (Organizado por la Asociación de Amigos del Ferrocarril de Badalona - 5ªZONA).
- 22/03/2015 - Martorell - Mora la Nueva
- 09/05/2015 - Barcelona Estación de Francia - Puigcerdá (Organizado por la Asociación de Amigos del Ferrocarril de Badalona - 5ªZONA).
- 03/10/2015 - Barcelona Estación de Francia - Mora la Nueva (Organizado por la Asociación de Amigos del Ferrocarril de Barcelona - AAFCB).
- 12/12/2015 - Barcelona Estación de Francia - Puigcerdá (Tren del Nadal) (Organizado por la Asociación de Amigos del Ferrocarril de Badalona - 5ªZONA).
- 16/06/2018 - Barcelona Estación de Francia - Portbou (Organizado por la Asociación de Amigos del Ferrocarril de Badalona - 5ªZONA).
- 23/03/2019 - Barcelona Estación de Francia - Puigcerdá (Organizado por la Asociación de Amigos del Ferrocarril de Badalona - 5ªZONA).
- 04/06/2019 - Barcelona Estación de Francia - Portbou (50º aniversario Talgo Barcelona-Ginebra)
- 28/06/2019 - Barcelona Estación de Francia - La Aldea / Amposta / Tortosa (Organizado por la Asociación de Amigos del Ferrocarril de Badalona - 5ªZONA).